# Kabinga Pande

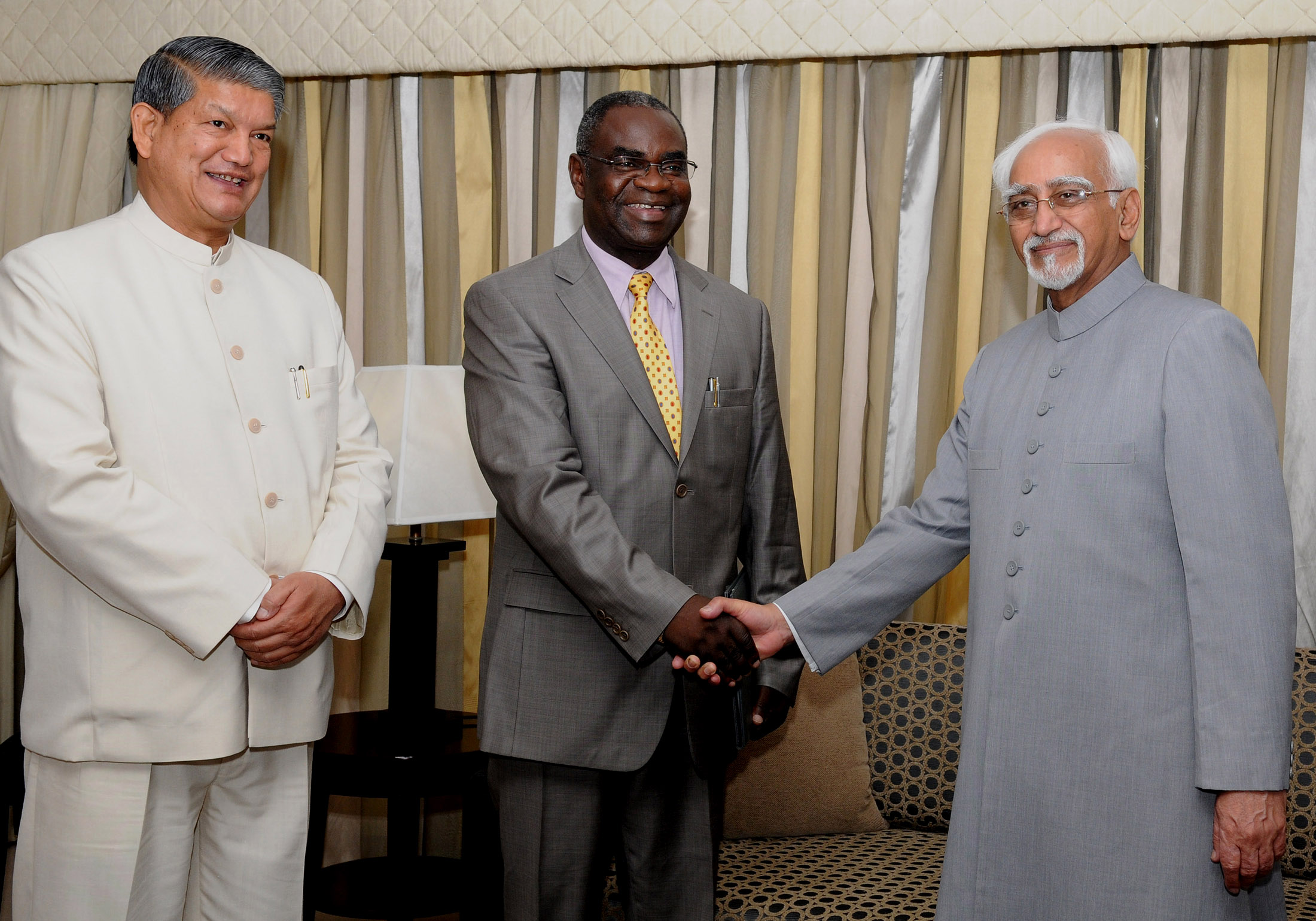
Außenminister Kabinga Pande (Mitte) beim Empfang der indischen Vertreter Harish Rawat und Mohammad Hamid Ansari in Lusaka (2010)

Kabinga Jacus Pande (* 5. März 1952) ist Politiker in Sambia.
Kabinga Pande war Sprecher der Bank of Zambia.
Kabinga Pande ist seit einer Nachwahl am 4. März 2005, die notwendig wurde, weil der bisherige Abgeordnete Patrick Kafumukache am 3. Dezember 2004 starb, Mitglied für den Wahlkreis Kasempa in der Nationalversammlung Sambias, seit März 2005 Minister für Wissenschaft und Technik und seit 3. August 2005 Minister für Tourismus, Umwelt und Naturschutz (Minister of Tourism, Environment and Natural Resources). Sein Ziel waren eine Million Touristen in Sambia im Jahr 2010 während der Fußball-Weltmeisterschaft in Südafrika, womit er ganz erheblich bessere Straßen zumindest für den Süden einforderte und vor allem auf die Erschließung des chinesischen Touristenmarktes hoffte. Mit der Drohung, den staatlichen Konkola-Kupferbergbau gerichtlich zur Beseitigung der Altlasten zu zwingen und damit auch den Kafue in den Blick nahm, versuchte er schwerwiegende Probleme anzusprechen.
Pande war Präsident der Africa Travel Association (ATA) und ist seit 17. Mai 2006 deren Vizepräsident. Auf der Konferenz der World Tourism Organization am 6. September 2005 klagte er: „Afrika steht im Wettbewerb mit dem Rest der Welt um Touristen, die immer mehr erwarten und immer wählerischer werden.“
Von 2007 bis 2011 war er der Außenminister der Republik Sambia.